# Jean René Moreaux
Pour les articles homonymes, voir Moreaux.
Jean René Moreaux, né le 14 mars 1758 à Rocroi et mort le 11 février 1795 à Thionville (Moselle), est un général de division de la Révolution française.

## Biographie

### Origines familiales et formation
Il est le fils de Geoffroy Moreaux, cabaretier et entrepreneur en bâtiment et en travaux du génie, et de Marie Mangin. 

### Sous l'Ancien Régime
Il embrasse la carrière militaire à 18 ans.
Il fait un bref passage au Royal Marine et s'engage le 1er mars 1776 dans le régiment des grenadiers d'Auxerrois. Fusilier puis grenadier le 1er janvier 1777, il participe à la guerre d'indépendance des États-Unis où il côtoie le futur général Jourdan qu'il retrouve à la Révolution. Lors de la défense de Sainte-Lucie le 15 décembre 1778, il a une jambe cassée par une balle.
Libéré le 14 novembre 1779, il revient à Rocroi pour reprendre l'affaire de bâtiment et de travaux du génie militaire de son père. Cette connaissance, associée à celle de la place forte de Rocroi, lui sera utile plus tard lorsqu'il doit organiser le siège de Luxembourg[réf. nécessaire].
Il se marie le 11 février 1782 avec Marie Collardeau dont la famille est bien implantée sur le plateau de Rocroi[pas clair], et il mène une vie tranquille consacrée au travail, à sa famille (ils ont cinq enfants) tout en dirigeant une trentaine d'ouvriers.

### Sous la Révolution: commandant d'un bataillon de volontaires nationaux
En 1789, des changements importants ont lieu dans le pays : c'est le début de la Révolution. Le 9 juillet, les États généraux convoqués en mai deviennent l'Assemblée nationale constituante. Le 14 juillet a lieu la première des nombreuses « journées révolutionnaires » des années 1789-1793, marquée par la prise de la Bastille. La Garde nationale est créée dans les jours qui suivent et en 1791 l'assemblée crée le corps des volontaires nationaux.
Il devient major de la garde nationale de Rocroi le 21 septembre 1789, tout en poursuivant son activité professionnelle.
Le 20 septembre 1791, il est élu lieutenant-colonel en premier du 1er bataillon de volontaires des Ardennes, dont il prend le commandement. Il devient donc officier de profession. Son beau-père le remplace à la tête de la garde nationale. 
La France entre en guerre le 20 avril 1792.
Le 10 août, Louis XVI est renversé et incarcéré. Le 20 septembre, les Français, dont plusieurs bataillons de volontaires aux côtés des troupes de ligne, remportent leur première victoire à Valmy. Le 21 septembre, la nouvelle assemblée constituante formée après le 10 août, la Convention, abolit la royauté en France.
Envoyé en garnison à Thionville, Moreaux prend part à la défense de cette ville du 24 août au 18 octobre 1792, puis est affecté à Longwy. 
En 1792, la France se bat contre l'Autriche et la Prusse, mais au début de 1793, se forme la première coalition, incluant la Grande-Bretagne, bien décidée à abattre la République française qui vient d'exécuter le roi déchu (21 janvier).

### Général de brigade (mai-juillet 1793)
Il est promu général de brigade le 15 mai 1793, et il est employé à l'armée de la Moselle le 15 mai 1793, sous Pully et chef du camp de Ketterich. Il s'empare de Leimen et y est blessé le 22 juillet 1793. 

### Général de division (1793-1795)
Général de division le 30 juillet 1793. il commande le corps des Vosges à la place de Pully le 6 septembre suivant. Les 12 et 14 septembre 1793, il est repoussé à Pirmasens et le 24 septembre, prend le commandement en chef de l'armée de la Moselle à la place du général Schauenburg, mais il refuse ce commandement pour cause de santé et est remplacé par le général Delaunay le 1er octobre 1793. 
Chargé par le général Hoche du commandement des troupes depuis Sarrelouis jusqu'à Longwy en novembre 1793, il s'empare de Kaiserslautern le 1er janvier 1794, puis de Creutznach le 8 janvier suivant.
Chargé du commandement de l'aile droite de l'armée de la Moselle, (divisions Desbureaux, Moreaux et Ambert) le 22 mars 1794, il commande la partie de l'armée de la Moselle entre Longwy et Kaiserslautern le 21 mai 1794. 
Commandant par intérim l'armée de la Moselle du 2 au 11 juillet puis du 7 au 25 août 1794, il commande cette même armée le 11 juillet, et le 13 juillet il est vainqueur à Trippstadt, à Pellingen le 8 août, s'empare de Trèves le 9 août, puis de Birkenfeld, Oberstein, Kirn et Trarbach, enfin de Kreutznach le 16 octobre, de Bingen le 20 octobre, et entre à Coblentz le 23 octobre 1794. Le 2 novembre il s'empare du fort de Rheinfels, puis il dirige le siège de Luxembourg fin décembre 1794.

### Mort et funérailles
Il meurt le 11 février 1795, à Thionville d'une fièvre qu'il contracte en visitant des soldats malades,

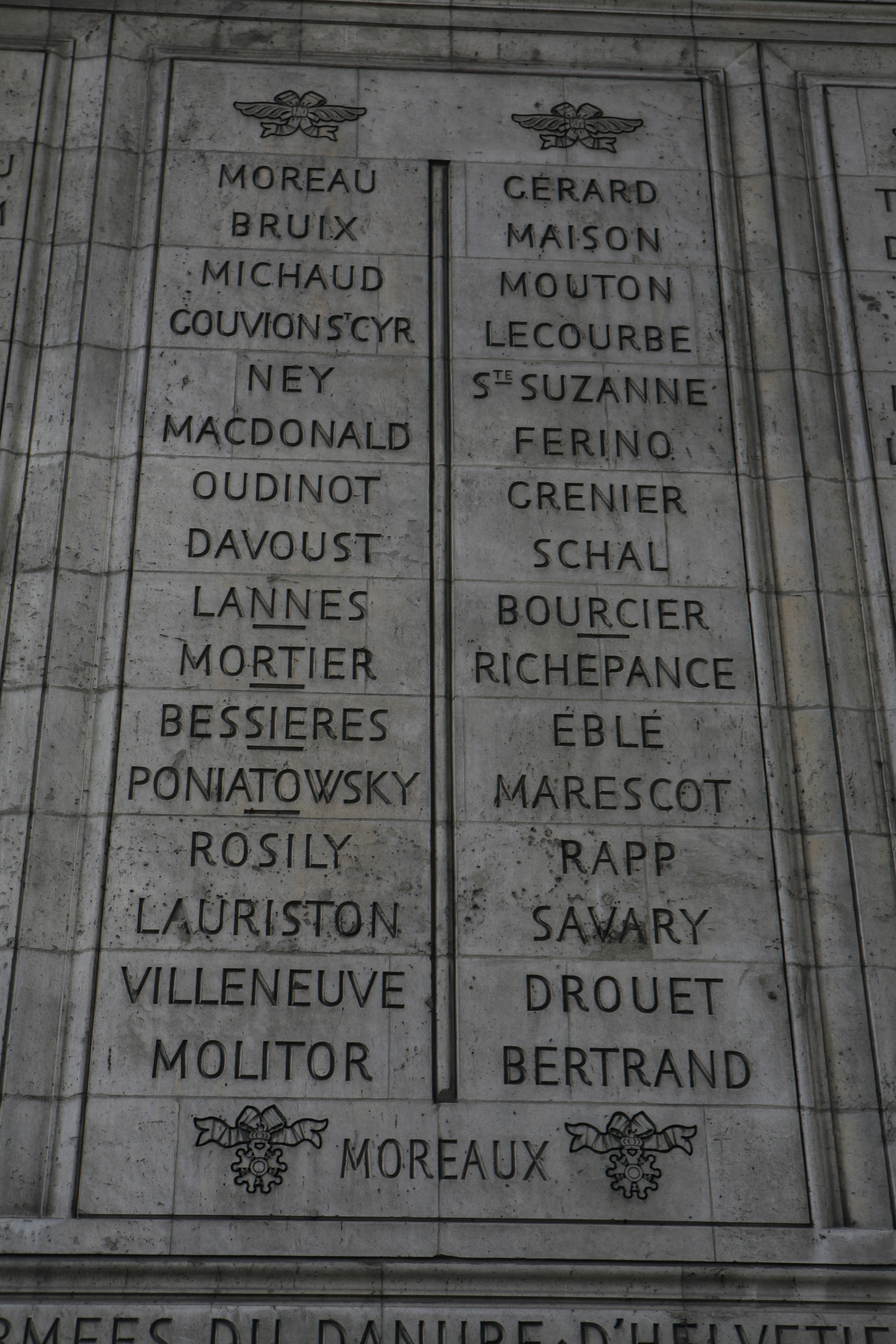
Noms gravés sous l'arc de triomphe de l'Étoile : pilier Est, 13e et 14e colonnes.

## Descendance notable
Son fils Pierre est maire d'Auvillers-les-Forges de 1816 au 22 novembre 1840. 
Un de ses petits-fils, Achille Armand Moreaux, est directeur des ardoisières de Rimogne et maire de ce village. Trois autres petits-fils furent peintres : François-René Moreaux, Léon Charles-Florent Moreaux et Louis-Auguste Moreaux.